# Elodina queenslandica
Elodina queenslandica – gatunek motyla z rodziny bielinkowatych i podrodziny Pierinae.

## Taksonomia
Gatunek ten opisany został po raz pierwszy w 1993 roku przez Murdocha De Baara i Davida Hancocka. Jako miejsce typowe wskazano Iron Range w Shire of Cook w australijskim stanie Queensland. Epitet gatunkowy pochodzi od miejsca typowego. Autorzy wyróżnili w obrębie gatunku dwa podgatunki: nominatywny i Elodina queenslandica kuranda, jednak później z takiego podziału zrezygnowano.

## Morfologia
Samice osiągają od 28 do 26 mm, a samce od 15 do 24 mm długości przedniego skrzydła. Głowa ma czarne czułki z krótkimi, białymi, podłużnymi kreskami na większości członów oraz pomarańczową łatką na szczycie buławki. Wierzch przedniego skrzydła jest biały z szarym przyciemnieniem nasady, czarnym brzegiem kostalnym oraz rozległą czarną plamą wierzchołkową, szerszą niż u gatunków pokrewnych, gwałtownie zakończoną przed tornusem, na krawędzi wewnętrznej wypuszczającą zaokrągloną wypustkę tylko wzdłuż trzeciej gałęzi żyłki medialnej lub także wzdłuż pierwszej i drugiej gałęzi żyłki kubitalnej przedniej. Spód skrzydła przedniego jest srebrzystobiały z żółtawopomarańczowym rozjaśnieniem nasady i ciemną plamą przedwierzchołkową. Wierzch skrzydła tylnego jest biały, czasem z kilkoma ciemnymi łuskami u podstawy. Krawędzie jego są równomiernie zaokrąglone. Spód tylnego skrzydła jest srebrzystobiały z częściowo pomarańczowo podbarwioną krawędzią kostalną oraz z różną liczbą rozmaitego rozmiaru plamek zaśrodkowych lub bez takich plamek. Genitalia samca mają wyraźny i dość wysoki guzek na unkusie oraz zajmującą połowę długości edeagusa i niemal na całej długości wyposażoną w szczecinki wezykę.

## Ekologia i występowanie
Owad endemiczny dla Australii, znany wyłącznie z Queenslandu, rozprzestrzeniony wzdłuż wschodnich wybrzeży tego stanu od Wysp w Cieśninie Torresa i Półwyspu Jork na północy po okolice Wielkiej Wyspy Piaszczystej na południu.
Zasiedla lasy deszczowe, lasy namorzynowe i lasy monsunowe. Przypuszczalnie na świat przychodzi kilka pokoleń w ciągu roku. Postacie dorosłe aktywne są przez cały rok. Latają stosunkowo powoli w piętrze podszytu. Gąsienice są fitofagami żerującymi na kaparach z gatunku Capparis sepiaria.